# Длиннохвостая сумчатая мышь
Длиннохвостая сумчатая мышь (лат. Sminthopsis longicaudata) — вид из рода узконогих сумчатых мышей семейства хищные сумчатые. Эндемик Австралии.

## Распространение
Обитает в скалистых районах центральной части австралийского штата Западная Австралия, а также в южной части Северной территории. В Северной территории длиннохвостая сумчатая мышь обитает на территории национального парка Уэст-Мак-Доннелл, а также в районе горы Сондер. В этом районе Австралии вид был впервые обнаружен в 1895 году, однако в последующий раз очередной экземпляр длиннохвостой сумчатой мыши был обнаружен только в 1993 году. В Западной Австралии вид встречается в регионах Пилбара, Голдфилд-Эсперанс, у реки Ашбертон и на территории пустыни Гибсона.
Естественная среда обитания — скалистые районы со скудной растительностью или спинифексовые луга, местности, покрытые низкорослым кустарником, редколесья.

## Внешний вид
Длина тела с головой колеблется от 80 до 100 мм, хвоста — от 180 до 210 мм. Вес взрослой особи — от 15 до 21 г. Волосяной покров короткий, густой и мягкий. Спина светло-серого цвета с более тёмным оттенком на крестце. Брюхо окрашено в светло-серый или белый цвет. Морда вытянутая, заострённая. Уши большие, треугольные. Задние лапы узкие. Хвост длинный (служит балансиром при передвижении) и тонкий, слабо покрыт волосами, однако на кончике имеется пучок из длинных волос. В отличие от ряда других представителей рода у длиннохвостой сумчатой мыши в хвосте отсутствуют жировые отложения.

## Образ жизни
Ведут наземный, одиночный образ жизни. Активность приходится на ночь. Питаются преимущественно насекомыми, а также мелкими беспозвоночными. В случае дефицита пищи могут впадать в спячку.

## Размножение
Выводковая сумка развита хорошо. Количество сосков — 6. Период размножения приходится на август-декабрь. В течение года самка может приносить по несколько выводков. Беременность короткая, длится около 17-19 дней. В потомстве до пяти детёнышей. Детёныши остаются в сумке матери в течение первых трёх недель. Половая зрелость наступает примерно через 8-11 месяцев.